# Теему Пулккінен
Теему Пулккінен (фін. Teemu Pulkkinen; 2 січня 1992, м. Вантаа, Фінляндія) — фінський хокеїст, правий нападник. Виступає за «Детройт Ред-Вінгс» у Національній хокейній лізі.
Вихованець хокейної школи ЕВУ. Виступав за «Йокеріт» (Гельсінкі), «Гренд-Репідс Гріффінс» (АХЛ), «Детройт Ред-Вінгс».
В чемпіонатах НХЛ — 34 матчі (5+3), у турнірах Кубка Стенлі — 0 матчів (0+0). В чемпіонатах Фінляндії — 185 матчів (49+79), у плей-оф — 13 матчів (2+5).
У складі національної збірної Фінляндії учасник EHT 2012. У складі молодіжної збірної Фінляндії учасник чемпіонатів світу 2011 і 2012. У складі юніорської збірної Фінляндії учасник чемпіонатів світу 2009 і 2010.
Досягнення
- Бронзовий призер чемпіонату Фінляндії (2012)
- Володар Кубка Колдера (2013)
- Бронзовий призер юніорського чемпіонату світу (2009, 2010).

Нагорода
- Нагорода Віллі Маршалла (2013)
- Найкращий нападник юніорського чемпіонату світу (2010)
- Найкращий бомбардир юніорського чемпіонату світу (2010) — 15 очок